# 胡清藍
胡清藍 （英語：Terry Wu Ching Nam，1984年5月8日—），香港人，祖籍廣東東莞，香港歌手，目前簽約東方21。（其宣傳及發行交由金牌娛樂負責）
他曾多次參與歌曲的填詞工作，包括電影《十分愛》的插曲《兩個世界》。
其最著名的兩首歌─《候補情人》、《兩個世界》為許多華人所喜愛，其中《候補情人》請來台灣演員曾愷絃友情演出，但在09年以後也漸漸消失在螢光幕前。退出幕前之後，胡清藍在東莞開法式餐廳當上老闆、結婚生兒。

## 電影
- 2007年 - 《十分愛》飾 小武
- 2008年 - 《我的最愛》飾 阿風
- 2009年 - 《保持愛你》飾 阿風[1]

## 專輯
- 2007年1月：《T日志》
- 2008年4月：《原色》

## 獎項
- 2006年亚太音乐榜年度最佳新人奖项的提名
- 雪碧中国原创音乐流行榜 - 「创作新人奖」
- 新城國語力頒獎禮2007 - 新城國語新勢力歌手

## 相關網址
- 胡清藍官方日誌 （页面存档备份，存于）
- 東方21唱片 （页面存档备份，存于）
- 胡清藍官方論壇

1. ↑  . 香港01. 2016-12-31  [2021-10-19]. （原始内容存档于2021-11-09）.